# Cyamiomactra laminifera
Cyamiomactra laminifera is een tweekleppigensoort uit de familie van de Cyamiidae. De wetenschappelijke naam van de soort is voor het eerst geldig gepubliceerd in 1906 door Lamy.